# Стефан Живојиновић
Стефан Живојиновић (Њујорк, 21. мај 1992) је српски певач, син тенисера Слободана Живојиновића и певачице Лепа Брене. Издао је неколико синглова пре него што се повукао са јавне сцене. Био је у вези са певачицом Габријелом Пејчев. Као дечак био је киднапован и за њега је плаћен велики откуп, отмица никад није у потпуности разјашњена.

## Отмица
Стефан је отет са 8 година на Бежанијској коси у Београду 23. новембра 2000. године. Задржан је 8 дана и ослобођен од стране отмичара након што је породица платила 2,5 милиона немачких марака. По књизи Милета Новаковића "Отмице Земунског клана" отмица јесте личила на отмице Земунског клана, али никад није разјашњено ко су починиоци.

## Дискографија
Синглови
- Друга лига (2017)[8]
- Два лудака (2018)
- У другом животу (2018)
- Зло моје невино (2019) саундтрак серије Убице мог оца
- Од вечери до јутра (2019)[9]